# Lesothos distrikt
Lista över Lesothos distrikt
Lesotho är uppdelat i tio distrikt. Varje distrikt har en distriktshuvudstad kallad camptown.
| Nr | Distrikt      | Huvudort      | Areal (km²) | Befolkning (2001) |                   |
| -- | ------------- | ------------- | ----------- | ----------------- | ----------------- |
| 1  | Berea         | Teyateyaneng  | 2222        | 300 557           | Lesothos distrikt |
| 2  | Butha-Buthe   | Butha-Buthe   | 1767        | 126 948           | Lesothos distrikt |
| 3  | Leribe        | Hlotse        | 2828        | 362 339           | Lesothos distrikt |
| 4  | Mafeteng      | Mafeteng      | 2119        | 238 946           | Lesothos distrikt |
| 5  | Maseru        | Maseru        | 4279        | 477 599           | Lesothos distrikt |
| 6  | Mohale's Hoek | Mohale's Hoek | 3530        | 206 842           | Lesothos distrikt |
| 7  | Mokhotlong    | Mokhotlong    | 4075        | 89 705            | Lesothos distrikt |
| 8  | Qacha's Nek   | Qacha's Nek   | 2349        | 80 323            | Lesothos distrikt |
| 9  | Quthing       | Quthing       | 2916        | 140 641           | Lesothos distrikt |
| 10 | Thaba-Tseka   | Thaba-Tseka   | 4270        | 133 680           | Lesothos distrikt |